# Richie Rich (rappeur)
Pour les articles homonymes, voir Richie Rich (homonymie).
Richie Rich, de son vrai nom Richard Serrell, né le 1er mars 1968 à Oakland, en Californie, est un rappeur américain. 

## Biographie
Richie Rich commence sa carrière musicale à la fin des années 1980 avec le groupe 415, composé de D-Loc, DJ Daryl et JED. En 1989, sort leur premier album, intitulé 41Fivin, dans la région de la baie de San Francisco où il s'est bien vendu. 
En 1990, Richie Rich sort son premier album solo, Don't Do It. Toujours en 1990, alors que le groupe s'apprête à signer un contrat chez Priority Records, Richie Rich est arrêté pour possession de cocaïne et emprisonné. Le groupe sort son deuxième album, Nu Niggaz on tha Blokkk, et disparaît peu après de la scène musicale. Sorti de prison en 1991, Richie Rich fait des apparitions sur des morceaux de 2Pac et de Luniz. Se retrouvant rapidement l'enjeu d'enchères entre les labels Def Jam et Relativity Records, il choisit celui de Russell Simmons, Def Jam.
En 1995, Richie Rich est devenu le premier rappeur de la région de la baie de San Francisco à avoir signé avec un label new yorkais (Def Jam). En 1996, il publie son troisième album, Seasoned Veteran, qui se classe plutôt bien dans les classements américains. En 1996, il publie un deuxième album solo, Half Thang, qui atteint la 57e place du Billboard Top R&B/Hip-Hop Albums. Alors que sa carrière est en plein essor, une fusion entre Def Jam et PolyGram retarde la sortie de son quatrième album. La sortie étant sans cesse repoussée, Richie Rich décide de quitter la maison de disques. Il lance son propre label, Ten-Six Records, avec Lev Berlak, et quatre ans après Seasoned Veteran, publie The Game (2000) vendu à plus de 300 000 exemplaires, et en 2002, Nixon Pryor Roundtree.Son style a beaucoup influencé Snoop Dogg qui déclare : « La raison pour laquelle j'ai créé le groupe 213 avec Warren G et Nate Dogg est parce que Richie Rich avait un groupe qui s'appelait 415. J'adorais son style et sa voix que j'ai intégrés dans mon propre style quand j'ai commencé à rapper.»

## Discographie

### Albums studio
- 1990 : Don't Do It
- 1996 : Half Thang
- 1996 : Seasoned Veteran
- 2000 : The Game
- 2002 : Nixon Pryor Roundtree

### Albums collaboratifs
- 1989 : 41Fivin (avec 415)
- 1991 : Nu Niggaz on Tha Blokkk (avec 415)
- 1999 : Big League Records Greatest Hits (avec 415)

### Compilations
- 2000 : Greatest Hits
- 2004 : Richie Rich Presents Grabs, Snatches & Takes

### Mixtapes et street albums
- 2010 : Town Bidness
- 2011 : Town Bidness Volume 2